# Márcio Thomaz Bastos
Pour les articles homonymes, voir Bastos.
Márcio Thomaz Bastos, né le 30 juillet 1935 à Cruzeiro, État de São Paulo, Brésil, et mort le 20 novembre 2014 à São Paulo, est un homme politique brésilien.

## Biographie
Márcio Thomaz Bastos est ministre de la Justice du Brésil durant le premier mandat du président Luís Inácio Lula da Silva et quelques mois du second, entre 2003 et 2007.